# Carpathonesticus paraavrigensis
Carpathonesticus paraavrigensis là một loài nhện trong họ Nesticidae.
Loài này thuộc chi Carpathonesticus. Carpathonesticus paraavrigensis được miêu tả năm 1982 bởi Weiss & Heimer.